# 安積町笹川
安積町笹川（あさかまち ささがわ）は、福島県郡山市の大字である。郵便番号は963-0102。

## 地理
郡山市南部の行政区である安積町に属する。西で安積町大森町、安積町吉田、北西で安積町成田、北で安積町南長久保、安積、笹川、北東で田村町徳定、東で田村町御代田、南で須賀川市滑川、須賀川市仁井田、南西で須賀川市向陽町とそれぞれ隣接する。また町丁の分離新設などの影響により北側の安積町南長久保と安積町長久保との境界上（字粃平）、および安積町成田、安積町長久保、安積町荒井、成山町との境界上（字西長久保）に当地域の飛地が存在する。概ね市町村制施行以前の安積郡笹川村の流れを汲む地域である。一級水系阿武隈川水系笹原川左岸下流域南側や荒川下流域を範囲とする。阿武隈川、笹原川に沿う平野部が市街化により他の町丁に分割され、現在はその南側のなだらかな丘陵地帯を範囲とし、こちらも住宅地や工場が造成された。南東部の阿武隈川沿いには奥州街道の宿場町である笹川宿から続く集落が沿線に立地する。笹川二丁目に所在する郡山警察署笹川交番、および安積二丁目に所在する郡山消防署安積分署がそれぞれ管轄にあたる。

### 主な字
字
- 高瀬
- 東舘
- 経蔵
- 狐塚
- 陳場
- 境橋
- 道伝
- 上ノ台
- 熊野前

- 御所前
- 西宿
- 川崎
- 高石坊
- 篠川
- 蜂田
- 関谷田
- 中ノ渡戸
- 荒池下

- 吉田
- 荒屋敷
- 明見前
- 滝袋
- 西長久保
- 四角坦
- 目光池西
- 経坦
- 岩ノ入

- 念仏坦
- 瓜井平
- 彼岸塚
- 南向
- 荒池渕
- 北向

### 河川・湖沼
一級水系阿武隈川水系
- 笹原川
- 荒川
  - 荒池

## 歴史
- 1879年1月27日 -福島県内における郡区町村制の施行により、旧二本松藩領笹川村が安積郡の村となる。
- 1889年4月1日 - 町村制の施行により笹原村が周辺2村と合併し安積郡永盛村が発足する。旧村域は永盛村の大字となる。
- 1943年10月1日 - 永盛村の町制施行により、永盛町の大字となる。
- 1954年12月10日 - 豊田村との合併により安積町が発足し、安積町の大字となる。
- 1965年5月1日 - 安積町が郡山市、安積郡全町村および田村郡田村町と合併し新たな郡山市が設立され、郡山市の大字となる。

## 世帯数と人口
2024年1月1日現在の世帯数と人口は以下の通りである。
| 大字       | 世帯数    | 人口    |
| ---------- | --------- | ------- |
| 安積町笹川 | 2,563世帯 | 5,488人 |

## 小・中学校の学区
市立小・中学校に通う場合、学区は以下の通りとなる。
| 番地 | 小学校                 | 中学校                 |
| --- | ---------------------- | ---------------------- |
| 下記を除く全域 | 郡山市立安積第三小学校 | 郡山市立安積第二中学校 |
| 高瀬、東館、経蔵、狐塚、陣場、 境橋、篠川、川原田、清水ノ上、 清水、大黒田、渕ノ上、東笹原、 西笹原、高石坊、川崎、道伝の一部、 上ノ台の一部、熊野前の一部、 西宿の一部 | 郡山市立永盛小学校     | 郡山市立安積中学校     |
| 西河原、西長久保 | 郡山市立安積第一小学校 | 郡山市立安積中学校     |

## 交通

### 鉄道
JR東日本
- 東北新幹線
- 東北本線
- 水郡線

### 道路
- 国道4号あさか野バイパス
- 福島県道17号郡山停車場線（旧国道4号）
- 福島県道109号安積長沼線
- 福島県道110号田村安積線
  - 御代田橋
- 福島県道355号須賀川二本松線（旧奥州街道）

## 施設等
- 安積南地域公民館
- 帝京安積高等学校 グラウンド
- 日本調理技術専門学校
- あさかホスピタル
- 月光温泉クアハイム
- ファミリーマート 郡山安積町笹川店
- 日産プリンス福島販売 郡山店・U.comあさか
- 福島日野自動車
- 日本全薬工業
- 中川ヒューム管工業 郡山工場
- 東北電力ネットワーク 笹川変電所
- 篠川城跡
- 天性寺
- 篠川神社
- 蜂田公園
- 中ノ渡戸公園
- 明見前公園
- 笹川の一里塚跡
- 明治天皇笹川御小休所